# 腹丽鱼属
腹麗魚屬，是條鰭魚綱䲁形目麗魚科下的一個屬。

## 分類
本屬屬於腹麗魚亞科，目前被認可的種如下：
- 印度腹麗魚 Etroplus canarensis
- 花斑腹麗魚 Etroplus maculatus
- 綠腹麗魚 Etroplus suratensis